# Arthur J. Denny
Arthur J. Denny foi um ciclista britânico. Representou o Reino Unido em dois eventos nos Jogos Olímpicos de 1908, em Londres.